# Mouvement calédonien français
Le Mouvement calédonien français (MCF) est un parti politique anti-indépendantiste de Nouvelle-Calédonie, fondé en 2008 par Guy George, ancien secrétaire (et donc n°1) de la section locale du Front national. Du fait d'une crise au sein de cette fédération, Guy George en a quitté la présidence ainsi que le parti d'extrême droite pour former un nouveau mouvement.

## Positionnements du parti
Les buts alors poursuivis par ce nouveau parti sont la continuation du « combat pour que la Calédonie reste française » ainsi que le « regroupement de tous les partis non indépendantistes du territoire », dans un contexte de divisions du camp loyaliste à la veille des élections provinciales de 2009.
Le congrès fondateur du MCF s'est tenu le 29 août 2008 à l'hôtel Surf Novotel à Nouméa. Guy George en a alors été élu coprésident aux côtés de Patrick Argiriou, arrivé depuis quelques années en Nouvelle-Calédonie et donc faisant partie des « exclus » du droit de vote aux provinciales par le gel du corps électoral (le parti critiquant de ce fait ce gel, comme l'avait fait auparavant le FN).

## Élus
Sur les 5 membres FN élus en 2004 à l'Assemblée de Province Sud, seuls 2 ont rejoint le MCF : Guy George et Marie-Josée Gomez, qui sont également les deux seuls élus de ce nouveau parti au Congrès. Militant pour la fédération de toutes les forces loyalistes, le MCF soutient au Congrès l'accord-cadre de majorité liant depuis 2007 les deux principaux partis anti-indépendantistes, le Rassemblement-UMP et l'Avenir ensemble. D'ailleurs, ce dernier s'étant divisé entre les partisans d'Harold Martin et Didier Leroux, qui dirigent les instances officielles du parti, et ceux du président de la Province Sud Philippe Gomès, qui a fait dissidence, le MCF s'est allié avec les 4 élus de la tendance Martin-Leroux au Congrès afin de pouvoir former un intergroupe de 6 membres. Aux élections provinciales du 10 mai 2009, seule Marie-Josée Gomez était candidate, en 16e place de la liste Avenir ensemble-LMD. Elle n'est pas élue.